# Yttriumtriflat
Yttriumtriflat ist eine chemische Verbindung und das Salz der Trifluormethansulfonsäure mit Yttrium.

## Herstellung
Yttriumtriflat wird hergestellt aus Yttrium(III)-oxid und 50%iger wässriger Trifluormethansulfonsäure.

## Eigenschaften und Reaktionen
Yttriumtriflat ist ein farbloser Feststoff, der stark hygroskopisch ist und Hydrate bildet. Es handelt sich um eine Lewissäure, die stabil gegenüber Wasser ist. Als Katalysator muss Yttriumtriflat meist nur in geringen Mengen eingesetzt werden und kann in der Regel nach der Reaktion zurückgewonnen und wiederverwendet werden. Dies ist für die Grüne Chemie von Bedeutung. Das verwandte Scandiumtriflat hat jedoch in vielen Reaktionen eine höhere katalytische Aktivität.
Yttriumtriflat katalysiert beispielsweise Aldol-Reaktionen und Cycloadditionen. Es kann auf Silica fixiert werden, um einen heterogenen Katalysator für Michael-Additionen und Diels-Alder-Reaktionen zu erhalten. Weitere durch Yttriumtriflat katalysierte Reaktionen sind die Polymerisation von Caprolacton, die Trimerisierung von Nitrilen zu Triazinen und die Addition von Aminen an Nitrile unter Bildung von Amidinen.